# Kanton Rougé
Rougé is een voormalig kanton van het Franse departement Loire-Atlantique. Het kanton maakte deel uit van het arrondissement Châteaubriant. Het werd opgeheven bij decreet van 25 februari 2014 met uitwerking op 22 maart 2015.

## Gemeenten
Het kanton Rougé omvatte de volgende gemeenten:
- Fercé
- Noyal-sur-Brutz
- Rougé (hoofdplaats)
- Soulvache
- Villepot